# Franz Linz
Franz Linz (* 30. Mai 1908; † 9. Juli 1983 in Bonn) war ein deutscher Kommunalpolitiker (CDU).

## Werdegang
Linz war von Beruf Prokurist. Während der Weimarer Republik war er Mitglied des Reichsbanners Schwarz-Rot-Gold, einem politischen Wehrverband zum Schutz der demokratischen Republik. Von 1963 bis zur Eingemeindung nach Bonn im Jahr 1969 war er Bürgermeister der Stadt Bad Godesberg. Zusammen mit dem Bürgermeister von Yalova, Rahmi Üstel, unterzeichnete Linz am 12. Mai 1969 in Bad Godesberg den Vertrag einer Städtefreundschaft.

## Ehrungen
- 1968: Großes Verdienstkreuz der Bundesrepublik Deutschland.[3]
- 1970: Commander (CBE) des Verdienstordens des Britischen Empires[4]
- Ehrengrab der Stadt
- 1998: Die Franz-Linz-Straße in Friesdorf, durch die Bezirksvertretung Bad Godesberg am 19. August 1998.[5]